# Pittsburg, Kansas
Pittsburg là một thành phố thuộc quận Crawford, tiểu bang Kansas, Hoa Kỳ. Năm 2010, dân số của xã này là 20233 người.

## Dân số
Dân số các năm:
- Năm 2000: 19243 người
- Năm 2010: 20233 người